# Эттингсхаузен, Альберт
Альберт фон Эттингсхаузен (нем. Albert von Ettingshausen) — австрийский физик. Дед Альберта, Андреас фон Эттингсхаузен, и его отец Константин фон Эттингсхаузен также были учёными.
Изучив физику и получив докторскую степень, Эттингсхаузен стал помощником Людвига Больцмана в Грацском университете имени Карла и Франца. Во время своей профессуры в 1886 году он обнаружил вместе с Вальтером Нернстом некоторые гальванометрические и термомагнитные эффекты в Физическом институте (эффект Эттингсгаузена, эффект Эттингсхаузена-Нернста). Чтобы продолжить работу над этой темой, Нернст присоединился к Фридриху Кольраушу в Университете Вюрцбурга.
В 1888 году он получил кафедру физики в новом здании Физического института Грацского технологического университета. До своего выхода на пенсию в 1920 году он расширил преподавательскую кафедру до «кафедры физики и электротехники». Его преемником в 1920 году стал Фриц Кольрауш.
С 1884 года Эттингсхаузен был членом Леопольдины. С 1888 по 1890 год он был деканом Технического института.